# Моголл (Північна Дакота)
Моголл (англ. Mohall) — місто (англ. city) в США, адміністративний центр округу Ренвілл штату Північна Дакота. Населення — 694 особи (2020), чисельність населення становила 819 осіб.

## Географія

Положення міста на мапі округу Ренвілл

Моголл розташоване за 224 км на північ від столиці штату Північна Дакота, міста Бісмарк. Клімат Вологий континентальний, з теплим літом та холодною зимою.
Моголл розташований за координатами 48°45′58″ пн. ш. 101°31′1″ зх. д. / 48.76611° пн. ш. 101.51694° зх. д. (48.766090, -101.516996).  За даними Бюро перепису населення США в 2010 році місто мало площу 2,79 км², уся площа — суходіл.

## Демографія
Згідно з переписом 2010 року, у місті мешкали 783 особи в 321 домогосподарстві у складі 199 родин. Густота населення становила 281 особа/км².  Було 372 помешкання (133/км²).
Расовий склад населення:
| - 97,1 % — білих - 1,1 % — корінних американців - 0,3 % — чорних або афроамериканців - 0,1 % — азіатів |

До двох чи більше рас належало 1,0 %. Частка іспаномовних становила 1,3 % від усіх жителів.
За віковим діапазоном населення розподілялося таким чином: 22,3 % — особи молодші 18 років, 54,2 % — особи у віці 18—64 років, 23,5 % — особи у віці 65 років та старші. Медіана віку мешканця становила 44,8 року. На 100 осіб жіночої статі у місті припадало 98,7 чоловіків;  на 100 жінок у віці від 18 років та старших — 90,0 чоловіків також старших 18 років.
Середній дохід на одне домашнє господарство  становив 68 083 долари США (медіана — 61 111), а середній дохід на одну сім'ю — 81 848 доларів (медіана — 80 469). За межею бідності перебувало 7,4 % осіб, у тому числі 15,6 % дітей у віці до 18 років та 10,0 % осіб у віці 65 років та старших.
Цивільне працевлаштоване населення становило 382 особи. Основні галузі зайнятості: сільське господарство, лісництво, риболовля — 33,8 %, освіта, охорона здоров'я та соціальна допомога — 13,1 %, будівництво — 9,9 %, фінанси, страхування та нерухомість — 8,1 %.